# Рудольф Кіппенхан
Рудольф Кіппенхан (нім. Rudolf Kippenhahn, 1926-2020) — німецький астроном, спеціаіст з внутрішньої будови зір, директор Інституту астрофізики імені Макса Планка (1975-1991), автор підручників і науково-популярних книжок з астрономії.

## Біографія
Рудольф Кіппенхан народився в 1926 році в місті Беррінген (теперішній Пернінк) в Чехословаччині. У дворічному віці він перехворів поліомієлітом і на все життя залишився інвалідом. Уже в шкільні роки він захоплювався астрономією і проходив канікулярну практику в обсерваторії в Зоннеберзі під керівництвом Куно Гоффмайстера. Після закінчення середньої школи в 1945 році він вивчав фізику і математику в університеті Ерлангена—Нюрнберга. У 1951 році він захистив докторський ступінь з математики під керівництвом Вільгельма Шпехта на тему «Набір значень матриці».
У той час в Ерлангені не було лекцій з астрономії, тому він продовжив свою освіту в цій галузі самостійно. З 1951 по 1957 рік він працював асистентом в обсерваторії Карла Ремайса в Бамберзі, яка на той час була найменшою обсерваторією в Німеччині. У 1958 році Кіппенхан зробив габілітацію в Ерлангені («Дослідження зір, що обертаються») і поїхав до Інституту фізики Макса Планка в Геттінгені. Того ж року разом з інститутом він переїхав до Мюнхена. Також у 1958 році разом зі Стефаном Темешварі та Людвігом Бірманом він опублікував новаторську роботу про еволюцію зірок. У 1963 році він став науковим співробітником Інституту астрофізики Макса Планка під керівництвом його директора-засновника Людвіга Бірмана. З 1965 по 1975 рік він був професором астрономії та астрофізики в Геттінгені та в тамтешній університетській обсерваторії. 1975 по 1991 рік він змінив Бірмана на посаді директора Інституту астрофізики Макса Планка в Мюнхені. Під його керівництвом 1979 року інститут переїхав в Гархінг. З 1991 року працював незалежним письменником у Геттінгені. Він опублікував численні успішні науково-популярні книги з астрономії та інших предметів, таких як криптологія та атомна фізика.

## Наукові результати
Кіппенхан, який спочатку займався фізикою плазми, став піонером у комп’ютерному моделюванні структури та еволюції зір наприкінці 1950-х та в 1960-х роках. Діаграма Кіппенгана, названа на його честь, дозволяє чітко представити основні результати моделювання зір. У співпраці з Г. Томасом, Еммі Гофмейстером і Альфредом Вайгертом він заклав основи сучасної теорії еволюції зір.
Кіппенхан також був залучений до астрономічної спільноти. З 1966 по 1969 рік він обіймав посаду голови Німецького астрономічного товариства, після чого протягом трьох років працював заступником голови. З 1980 по 1986 рік він був головою Ради західнонімецьких обсерваторій. Він також був віце-президентом Міжнародного астрономічного союзу з 1985 по 1991 рік.
На додачу до своєї роботи вченого та університетського викладача, Кіппенхан активно брав участь у популяризації астрономії. Він написав багато науково-популярних книг і журнальних статей, давав багато інтерв’ю на радіо та телебаченні, вів науково-пупулярні лекції.
Кіппенхан написав відомий астрологічно-критичний вислів «Зорі не брешуть – вони мовчать!».

## Відзнаки та нагороди
- 1970: Член Геттінгенської академії наук
- 1972: Член Академії Леопольдина
- 1973: Медаль Каруса[de] Німецької академії наук Леопольдина
- 1974: Премія Каруса[de] міста Швайнфурт
- 1992: Премія Бруно Бюргеля Німецького астрономічного товариства[5]
- 1980: Член Судето-німецької академії наук і мистецтв[de]
- 1984: Орден «За заслуги перед Федеративною Республікою Німеччина» (хрест за заслуги 1-го ступеня)
- 1986: Медаль Лоренца Окена[de] від Товариства німецьких природознавців і лікарів[de]
- 1991: На його честь названо астероїд внутрішнього головного поясу 2947 Кіппенган[6]
- 1995: Член-кореспондент Австрійської академії наук[7]
- 1996: Медаль за наукову журналістику[de] від Німецького фізичного товариства
- 2005: Медаль Еддінгтона від Королівського астрономічного товариства
- 2007: Медаль Карла Шварцшильда Астрономічного товариства[8]
- 2016: Почесний член Німецького астрономічного товариства

## Роботи

### Наукові роботи
- R. Kippenhahn, Альфред Вайгерт[de]: Stellar Structure and Evolution. Springer-Verlag Berlin, 1990 (2. Auflage mit Achim Weiss 2012). ISBN 3-540-58013-1, ISBN 0-387-58013-1, Bibcode: 1990sse..book.....K
- Claus Moellenhoff, R. Kippenhahn: Elementare Plasmaphysik. Bibliographisches Institut Mannheim, 1975. ISBN 3-411-01489-X, Bibcode: 1975elpl.book.....K
- Light from the depths of time, Springer 1987

### Науково-популярні роботи
- Verschlüsselte Botschaften: Geheimschrift, Enigma und digitale Codes, 1997, Rowohlt TB 2012
- Kosmologie: Basics, Piper 2011
- Eins, zwei, drei...unendlich, Piper 2007
- Kippenhahns Sternstunden, Stuttgart: Kosmos 2006
- Kosmologie für die Westentasche, Piper 2003
- Das Geheimnis des großen Bären, Rowohlt TB 2003
- Streng geheim!  Wie man Botschaften verschlüsselt und Zahlencodes knackt, Rowohlt TB 2002
- Amor und der Abstand zur Sonne. Geschichten aus meinem Kosmos, Piper 2001
- mit Wolfram Knapp: Schwarze Sonne, roter Mond. Die Jahrhundertfinsternis, DVA 1999
- mit Andreas Burkert: Die Milchstraße, Beck 1996
- Atom: Forschung zwischen Faszination und Schrecken, Piper 1994
- Abenteuer Weltall, 1991, Deutscher Bücherbund 1992
- Der Stern, von dem wir leben, Stuttgart: DVA 1990
- Unheimliche Welten, Piper 1987
- Licht vom Rande der Welt, DVA 1984
- 100 Milliarden Sonnen, Piper 1980